# María-Eléni Koppá
María-Eléni Koppá (en grec : Μαρία-Ελένη Κοππά, née le 1er mars 1963) est une députée européenne grecque membre du PASOK. Elle fait partie du groupe de l'Alliance progressiste des socialistes et démocrates au Parlement européen. Elle est membre de la commission des affaires étrangères et de la sous-commission sécurité et défense.